# Дух куче: Пътят на самурая
„Дух куче: Пътят на самурая“ (на английски: Ghost Dog: The Way of the Samurai) е американски криминален филм от 1999 година на режисьора Джим Джармуш по негов собствен сценарий.
В центъра на сюжета, съдържащ пародийни елементи, е афроамерикански наемен убиец, имитиращ начина на живот на самураите, придържайки се към абсолютна вярност към неподозиращ това мафиот. Главните роли се изпълняват от Форест Уитакър, Джон Торми, Клиф Горман, Исак дьо Банколе.
„Дух куче: Пътят на самурая“ е номиниран за наградата „Златна палма“, както и за „Сезар“ за чуждестранен филм.